# Магула (Кожанско)
Вижте пояснителната страница за други значения на Магула.
Магу̀ла (на гръцки: Μαγούλα) е историческо село в Република Гърция, в дем Кожани, област Западна Македония.

## География
Магула е било разположено южно от Кожани, между селата Гоблица и Ано Ваница.

## История

### В Османската империя
В края на ХІХ век Магула е малко гръцко християнско село в югозападната част на Кожанската каза на Османската империя. Александър Синве ("Les Grecs de l’Empire Ottoman. Etude Statistique et Ethnographique"), който се основава на гръцки данни, в 1878 година пише, че в Магула (Magoula) живеят 60 гърци.
Според статистиката на Васил Кънчов („Македония. Етнография и статистика“) през 1900 година в Магула има 51 гърци.
На Етнографската карта на Битолския вилает на Картографския институт в София от 1901 година Магула е чисто гръцко село в Кожанската каза на Серфидженския санджак с 10 къщи.
Според статистика на Серфидженския санджак на гръцкото консулство в Еласона от 1904 година в Магула (Magoula), Кожанска каза, живеят 40 гърци елинофони християни.
По данни на секретаря на Българската екзархия Димитър Мишев („La Macédoine et sa Population Chrétienne“) в 1905 година в Лагула (Lagoula) има 50 гърци.

### В Гърция
През Балканската война в 1912 година в селото влизат гръцки части и след Междусъюзническата в 1913 година остава в Гърция. В преброяването от 1913 година се води без жители, а в това от 1920 година - с 1 жител.
| Година    | 1913 | 1920 | 1928 | 1940 | 1951 | 1961 | 1971 | 1981 | 1991 | 2001 | 2011 | 2021 |
| --------- | ---- | ---- | ---- | ---- | ---- | ---- | ---- | ---- | ---- | ---- | ---- | ---- |
| Население | 0    | 1    |      |      |      |      |      |      |      |      |      |      |